# 名号の糸
名号の糸（みょうごうのいと）は、仏の前で熱心に名号をとなえていると、その指先などから現れるという糸。糸引き、糸引き名号ともいう。
熱心な信者が仏前で両手をあわせて一心不乱に南無阿弥陀仏などの名号を唱えていると、その指頭、指背、あるいは掌面から、長さ2,3分（1分（ぶ）は1/10寸）ないし7,8分の、紫色、淡紅色、または淡白色の美しい糸が出るという。これが出るのは、仏の加護を得た証拠であるという。
井上円了の「妖怪学講義」第8巻によれば、これは両手を水できよめて合掌、唱名しているあいだに、室内に浮遊する塵埃が手または指先に付着したものであろう、という。
清水静文は、実験によって「名号の糸」は実在を確認したと著書で述べている。それはわれわれの体内の血漿すなわち繊維質溶液が、汗腺から浸出して、指頭また掌面からおしだされ、外気に触れて乾燥したものであるという。